# جون الدريدج (لاعب كريكيت)
جون الدريدج (لاعب كريكيت)

كيث جون الدريدج (من مواليد 13 مارس 1935م) كان لاعب كريكيت إنجليزي لعب لعبة الكريكيت من الدرجة الأولى مع فريق Worcestershire في إنجلترا و تسمانيا في أستراليا. ولد في Evesham ، Worcestershire.
كان ألدريدج لاعبًا سريعًا في ذراعه اليمنى، وأخذ أكثر من 250 من الويكيت من الدرجة الأولى. بصفته ضاربًا في نهاية اليد اليمنى، قدم القليل، بمتوسط ضرب مهني أقل من سبعة. تميزت مسيرته في إنجلترا بالجدل حول نشاطه في البولينج، على الرغم من أنه لعب البولينج لاحقًا في أستراليا دون وقوع حوادث.

## مهنة الكريكيت المبكرة
ظهر Aldridge لأول مرة مع Worcestershire خلال موسم 1956م، في مباراة ضد Sussex ، وأخذ اثنين من الويكيت مع البولينج في الجولات الأولى. قرب نهاية الموسم، لعب بانتظام إلى حد ما حيث أبقى المرض والإصابة لاعبي خط المواجهة الأسرع، جاك فلافل ولين كولدويل، خارج الفريق، وأنهى موسمه الأول بـ 34 ويكيت بمعدل 24.00. قال ألماناك من Wisden Cricketers في مراجعته لموسم Worcestershire في عام 1956م، كان لاعبًا شابًا طويل القامة ولديه الكثير من السرعة وأظهر وعدًا كافيًا لتخفيف أي مخاوف بشأن افتتاح البولينج.
كان سجل Aldridge في موسم 1957 م مشابهًا جدًا، على الرغم من أنه في موسم غير ناجح لـ Worcestershire ، ترأس متوسطات البولينج في المقاطعة. في عام 1958م، كان كولدويل خارج لياقته البدنية، ومنذ منتصف الموسم لعب ألدريدج بانتظام وترأس مرة أخرى متوسطات البولينج في المقاطعة، حيث أخذ 60 ويكيت بمعدل 16.80. شمل العدد الإجمالي عمليات السحب الخمس الأولى ألدريدج وستة ويكيت لـ 26 جولة قام بها في أدوار ساسكس الوحيدة من لعبة دمرتها الأمطار أثبتت أنها أفضل شخصيات البولينج في مسيرته.

## الجدل
تم توج Aldridge من قبل Worcestershire في عام 1959م، واستخدم جنبًا إلى جنب مع Derek Pearson و Coldwell هجوم منتظم لدعم Flavell. حقق Aldridge أفضل موسم له من حيث الويكيت، حيث أخذ 68 ويكيت بمتوسط 23.63. ومع ذلك، فقد أثبت هجوم Worcestershire للبولينج أنه مثير للجدل كما هو الحال في المباريات المختلفة، حيث لم يتم ضرب كرة Pearson أولاً ثم Aldridge من قبل الحكم الرئيسي سيد Buller لرمي الكرة . كان بولر شخصية بارزة في حملة في موسمي 1959م و 1960م للقضاء على رمي الكريكيت من الدرجة الأولى عقب جولة مثيرة للجدل في أستراليا في 1958-1959 . خضعت لعبة البولينج لبيرسون للتدقيق من قبل (لم يكن لديه كرة لرمي الكرة في عام 1954 أيضًا) ، لكن ألدريدج لم يلعب بعد ذلك مرتين في المباراة ضد ليسترشاير في كيدر مينستر .
في بداية الموسم التالي، 1960م، لم يشارك ألدريدج مرة أخرى في رمي الكرة من قبل الحكم جاك كراب في مباراة ضد جلامورجان في بونتي بريد . يبدو أن الرأي المعاصر منقسم حول شرعية حركة البولينج إلدريدج: حيث كان لاعبو البولينج الآخرين مثل توني لوك، وهارولد رودس ، وبيرسون، والجنوب أفريقي جيف جريفين مشتبه بهم من خلال اللياقة البدنية أو التقنية، كان ألدريدج مجرم حدودي. قال مقال لمراسل الكريكيت لصحيفة The Times في وقت مبكر من موسم 1960م قبل أن تتطرق القضية مع عدم مشاركة جريفين في اختبار اللورد: لا توجد هوية حقيقية للرأي. البعض، على سبيل المثال، يقول أن الدريدج، من رسيستيرشاير، يرمي، والبعض الآخر يقول أنه لا يفعل ذلك. على أي حال، بصفته لاعبًا للرمي، كان ألدريدج أقل فاعلية في عام 1960م مما كان عليه من قبل، حيث تكلف 40 ويكيت ما يقرب من 30 ركلة. أيضًا، أدى ظهور دوغ سليد ونورمان جيفورد من الذراع اليسرى إلى تغيير توازن هجوم البولينج رسيستيرشاير بعيدًا عن اعتماده على بولينج التماس. ترك ألدريدج طاقم العمل في ورشيستر شاير في نهاية موسم 1960 م.

## في وقت لاحق لعبة الكريكيت
انتقل ألدريدج بعد ذلك إلى أستراليا حيث لعب الكريكيت لصالح تسمانيا في العديد من مباريات الدرجة الأولى وغير الدرجة الأولى بين 1961م-1962م و 1963م-1964م.